# James Watson Kernohan
James Watson Kernohan (ur. 1896 w Moyasset w hrabstwie Antrim, zm. 5 maja 1981) – irlandzko-amerykański neuropatolog. 
Studiował medycynę na Queen’s University w Belfaście, studia ukończył w 1920 roku. W 1922 roku emigrował do USA i pracował jako patolog w Mayo Clinic w Rochester w stanie Minnesota. W 1962 roku przeszedł na emeryturę.
Kernohan pamiętany jest za prace neuropatologiczne, zwłaszcza dotyczące guzów rdzenia kręgowego, ropni mózgu i przerzutów nowotworowych do mózgowia. Eponim „wcięcie Kernohana” określa rowek powstający na konarze mózgu przy wgłobieniu haka zakrętu przyhipokampowego we wcięcie namiotu.
W 1952 roku Kernohan opublikował atlas patologii „Tumors of the Central Nervous System” i razem z neurologiem Alfredem Uihleinem „Sarcomas of the Brain”.

## Wybrane prace
- Kernohan JW, Mabon RF, Svien HJ, Adson AW (1949) A simplified classification of the gliomas. Proceedings of The Staff Meetings of The Mayo Clinic 24: 71–7
- Kernohan JW, Woltman HW (1929) Incisura of the crus due to contralateral brain tumor. Arch Neurol Psychiatry 21:274–287
- HITSELBERGER WE., KERNOHAN JW., UIHLEIN A. Giant cell fibrosarcoma of the brain.. „Cancer”, s. 841–52, styczeń 2001. PMID: 13714674.
- MATSUKADO Y., MACCARTY CS., KERNOHAN JW. The growth of glioblastoma multiforme (astrocytomas, grades 3 and 4) in neurosurgical practice.. „Journal of neurosurgery”, s. 636–44, wrzesień 1961. PMID: 13768222.
- NORSTROM CW., KERNOHAN JW., LOVE JG. One hundred primary caudal tumors.. „JAMA : the journal of the American Medical Association”, s. 1071–7, grudzień 1961. PMID: 14480409.
- LANGHEIM W., KERNOHAN JW., UIHLEIN A. Arachnoidal sarcoma of the cerebellum.. „Cancer”, s. 705–16, grudzień 1961. PMID: 14462149.